# Mi sento bene
Mi sento bene è un singolo della cantante italiana Arisa, pubblicato il 6 febbraio 2019 come primo estratto dal sesto album in studio Una nuova Rosalba in città.

## Descrizione
Mi sento bene, scritta da Matteo Buzzanca, Lorenzo Vizzini e Alessandra Flora con la partecipazione della stessa Rosalba Pippa, è stata presentata in gara al Festival di Sanremo 2019 e classificatasi 8ª, segnalandosi come la prima canzone sanremese di cui la cantante è anche autrice. È considerato un brano dalle sonorità pop dance anni '80.
Il brano, composto in chiave Si bemolle maggiore con un tempo di 120 battiti per minuto, ha come tematica principale la spensieratezza, raccontata con riferimento all’importanza di vivere il presente, traendo felicità da ogni momento della vita quotidiana, senza preoccuparsi del futuro. A proposito del brano, Arisa ha dichiarato:

## Promozione
La pubblicazione di Mi sento bene sancisce l'esordio discografico di Arisa con l'etichetta indipendente Sugar Music, con la quale l'artista aveva stipulato un contratto nell'ottobre del 2017. La canzone è presentata in gara al 69º Festival di Sanremo nella categoria "Campioni", classificandosi all'ottavo posto nella classifica finale, in concomitanza con la sesta partecipazione della cantante alla kermesse in qualità di concorrente. Sempre nell'ambito della manifestazione musicale, l'8 febbraio, durante la quarta serata, il brano è stato eseguito occasionalmente insieme al cantante britannico Tony Hadley e alla compagnia di danza acrobatica Kataklò, la quale ha curato la coreografia dell'esibizione.

## Video musicale
Il videoclip è stato pubblicato il 6 febbraio 2019 sul canale Vevo-YouTube della cantante ed è stato girato a Milano nel quartiere Brera.

## Tracce
Testi di Matteo Buzzanca, Lorenzo Vizzini e Rosalba Pippa, musiche di Matteo Buzzanca, Lorenzo Vizzini e Alessandra Flora.
1. Mi sento bene – 3:44

## Classifiche
| Classifica (2019) | Posizione massima |
| ----------------- | ----------------- |
| Italia            | 17                |